# Magnolia singapurensis
Magnolia singapurensis este o specie de plante din genul Magnolia, familia Magnoliaceae. A fost descrisă pentru prima dată de Henry Nicholas Ridley, și a primit numele actual de la Hsüan Keng. A fost clasificată de IUCN ca specie cu risc scăzut. Conform Catalogue of Life specia Magnolia singapurensis nu are subspecii cunoscute.